# Рамазанов, Мнайдар Рамазанович
Мнайдар Рамазанович Рамазанов (3 мая 1924, Адамовский район — 1998, Алма-Ата) — советский хозяйственный, государственный и политический деятель.

## Биография
Родился в 1924 году в Оренбургской области, Адамовском районе. Трудовой путь начал в 1938 году на Магнитогорском металлургическом комбинате. В 1941 году поступил в Алма-Атинский горно-металлургический институт.
Участник Великой Отечественной войны. Мобилизован в 1942 году. Участник Харьковской операции 1942 года. Принимал участие в операциях по форсированию озера Сиваш, взятия Севастополя, форсированию Днепра. Награжден медалью «За отвагу», «За боевые заслуги».
Член КПСС с 1944 года. С 1946 года — на хозяйственной, общественной и политической работе. В 1946—1985 гг. — горный мастер, помощник начальника, начальник участка треста «Карагандауглеразрез», главный инженер, начальник Ангренского угольного разреза комбината «Средазуголь», председатель Ангренского горисполкома, первый секретарь Алмалыкского горкома партии, заведующим отделом тяжелой промышленности ЦК Компартии Узбекистана. С 1967—1983 года генеральный директор Алмалыкского горно-металлургического комбината имени В. И. Ленина.
В 1983 году вернулся в Казахстан, заместитель министра цветной металлурги Казахской ССР. Руководил строительством Кайрактинского горно-обогатительного комбината.
Избирался депутатом Верховного Совета Узбекской ССР 6-го, 7-го, 8-го, 9-го, 10-го созывов. Награжден Орденом Ленина.
Умер в Алматы в 1998 году.